# We Bring the Noise!
A We Bring The Noise a Scooter nyolcadik albuma. 2001. június 11-én jelent meg, majd 2013. június 7-én kétlemezes, "20 Years of Hardcore" kiadásban jelent meg újra. Két kislemezt hoztak ki róla: "Posse (I Need You On Tne Floor)", illetve az "Aiii Shot The DJ". Ez volt az utolsó album, amelyen Axel Coon közreműködött. A lemezt Magyarországon Fonogram-díjra jelölték 2002-ben a legjobb külföldi dance album kategóriában. 2022. december 9-én megjelent az album bakelitkiadása.

## Áttekintés
A kevésbé sikeres "Sheffield" album után látott neki a Scooter, hogy egy keményebb, de jobban összerakott anyagot készítsen. Közben kísérleteztek többféle projekttel (pl. Ratty), amely álnevek mögé bújva egészen új, a Scooter hangzásvilágától kissé eltérő stílusokban is kipróbálhatták magukat.
2001 áprilisában megjelent a Kontor Records gondozásában egy bakelitlemez, "Posse" címmel, melynek az előadója "Guess Who?" volt. Ez nem volt más, mint az új kislemez álnéven történő előre-kihozatala (melyet ekkor még "Mayday" néven ismertek). A videóklip és a maxi kiadása végül májusban történt meg, s ugyanekkor jelentették be, hogy a legújabb album címe "We Bring The Noise!" lesz. Ennek végleges megjelenésére júniusig kellett várni.

## A dalokról
A lemez általánosságban keményebbre, technósabbra sikeredett a korábbiaknál, több az instrumentális vagy fél-instrumentális (csak eltorzított hangeffekteket tartalmazó) szám. Az intro, a "Habibi Halua" egy lassú felvezetés, női énekhangokkal. Ez vezet át a "Posse (I Need You on the Floor)"-ba, amely egy kemény, gyors szám, melyben visszatér a happy hardcore-időszak egyik jellegzetes effektje, a HPV (magasra torzított énekhang). Ezt követi az "Acid Bomb", amely egy vérbeli techno szám, benne egy újabb effekttel, az LPV-vel (mélyre torzított énekhang, mely a Brooklyn Bounce jellegzetessége volt). A "We Bring The Noise", mint címadó dal, gyors, energikus, és tartalmaz elektromos gitár-effektet is. Az "R.U. (Are You Happy?)" két részből álló instrumentális szám: az eleje kevésbé tempós, de energikus; a másik fele gyorsabb, de kisebb benne az erő. Készítéséhez Commodore 64-es effekteket is használtak. A "So What' Cha Want" lassabb tempójú, inkább klubzenére emlékeztet.
A "Burn The House" a lemez legérdekesebb száma: stílusában az electric boogie-val és a house-szal mutat közeli rokonságot, dallama pedig fokozatosan fel- illetve leépülő. A "Chinese Whispers" egy hosszú fél-instrumentális szám, kínai énekbetéttel, gyors tempóval, erős ütemekkel. Az "I Shot The DJ" a második kislemez az albumról, Ali G-szövegekkel tarkítva. A kislemezverzióhoz képest jelentős eltérések vannak, gyakorlatilag azt mondhatjuk, hogy a Scooternek két száma van (majdnem) azonos címmel. Az albumverzióban több a zongora, folyamatosabb, kevésbé töri meg az ívét H.P. szövegbetétje, valamint a kiállása is lassabb, mint a kislemezverzióé, amely klubosabb, több benne a szöveges rész, és a dallama is eltérő. Az ezt követő "Transcendental" egy hosszú, instrumentális hard trance szerzemény. A "Remedy" egy LPV-vel tarkított techno szerzemény, s az album legrövidebb száma. Zárásképpen a "Devil Drums" egy instrumentális hard trance dalként került fel a lemezre.
A limitált kiadáson szereplő "Am Fenster" a Scooter első olyan szerzeménye, amely német nyelven szól. A dal középső része lassú, egyébként meglehetősen tempós szám.

## Számok listája
| #  | LP # | Cím                             | Szerző                                              | Hossz |
| -- | ---- | ------------------------------- | --------------------------------------------------- | ----- |
| 1  | A1   | Habibi Halua                    | H.P. Baxxter, Rick J. Jordan, Axel Coon, Jens Thele | 1:08  |
| 2  | A2   | Posse (I Need You on the Floor) | H.P. Baxxter, Rick J. Jordan, Axel Coon, Jens Thele | 3:50  |
| 3  | A3   | Acid Bomb                       | H.P. Baxxter, Rick J. Jordan, Axel Coon, Jens Thele | 5:32  |
| 4  | A4   | We Bring The Noise!             | H.P. Baxxter, Rick J. Jordan, Axel Coon, Jens Thele | 3:44  |
| 5  | A5   | R.U. :-)? (Are You Happy?)      | H.P. Baxxter, Rick J. Jordan, Axel Coon, Jens Thele | 5:19  |
| 6  | A6   | So What’cha Want                | H.P. Baxxter, Rick J. Jordan, Axel Coon, Jens Thele | 4:06  |
| 7  | A7   | Burn The House                  | H.P. Baxxter, Rick J. Jordan, Axel Coon, Jens Thele | 4:34  |
| 8  | B1   | Chinese Whispers                | H.P. Baxxter, Rick J. Jordan, Axel Coon, Jens Thele | 6:23  |
| 9  | B2   | I Shot the DJ                   | H.P. Baxxter, Rick J. Jordan, Axel Coon, Jens Thele | 3:39  |
| 10 | B3   | Transcendental                  | H.P. Baxxter, Rick J. Jordan, Axel Coon, Jens Thele | 6:01  |
| 11 | B4   | Remedy                          | H.P. Baxxter, Rick J. Jordan, Axel Coon, Jens Thele | 3:37  |
| 12 | B5   | Devil Drums                     | H.P. Baxxter, Rick J. Jordan, Axel Coon, Jens Thele | 5:24  |

### 20 Years of Hardcore bónusztartalom
1. Posse (I Need You on the Floor) (Extended Version)
2. Posse (I Need You on the Floor) (Tee Bee Mix)
3. Posse (I Need You on the Floor) (Club Mix)
4. We Bring The Noise! (Live In Cologne)
5. Posse (I Need You on the Floor) (N-Trance Remix)
6. Posse (I Need You on the Floor) (P.K.G. Remix)
7. Posse (I Need You on the Floor) (Live In Hamburg)
8. R.U :-)? (Live In Cologne)
9. Aiii Shot The DJ (Radio Version)
10. Aiii Shot The DJ (Extended Version)
11. Aiii Shot The DJ (Bite The Bullet Mix)
12. Aiii Shot The DJ (Live In Cologne)
13. Andreas Dorau – Aiii Shot The DJ
14. Am Fenster

## Közreműködtek
- H.P. Baxxter (ének)
- Rick J. Jordan (szintetizátorok, keverés)
- Axel Coon (szintetizátorok, utómunka)
- Mathias Bothor (fényképek)
- Marc Schilkowski (borítóterv)

## Érdekességek
- A "Posse" című számban számtalan német kifejezést fedezhetünk fel, többek között a híres "Heiligeili!" és "Ihr Schweine!" bekiabálásokat. Ebben hallható továbbá a "Lakierski Materialiski" kifejezés, amit H.P. Baxxter egy lengyel teherautó oldalán olvasott.
- Az "R.U. :-)?" című szám készítésekor egy Commodore 64-es beszédszintetizátorát is felhasználták.
- Az "Aiii Shot The DJ" kislemez jelentős mértékben eltér az albumon található "I Shot The DJ"-től, lényegében két külön számról beszélhetünk. Mindkettőben számos utalás hallható az ekkoriban bemutatott "Ali G Indahouse" című filmre.
- A volt NDK területén az album limitált kiadásban is megjelent. Ezen szerepelt az Am Fenster, egy német nyelvű szám, melyet egy keletnémet együttes, a City énekelt annak idején, hegedűkíséret mellett.
- A limitált kiadáshoz járt egy Scooter-logót ábrázoló matrica is.
- A "20 Years Of Hardcore" kiadáson apróbb hibák fedezhetőek fel. Többek között az "I Shot The DJ"-t "Aiii Shot The DJ"-nek írták, a "We Bring The Noise!" koncertfelvétele helyett pedig tévedésből ismét az albumverziót rakták fel a második lemezre.

## Videóklipek
A "Posse (I Need You on the Floor)" videójának többféle variánsa jelent meg. Lényegét tekintve azonban mindegyik ugyanarról szól: a Scooter tagjai és rajongók utaznak egy turnébuszon, különféle helyszíneket meglátogatva. Ezeket szakítják meg időnként egy koncertről bejátszott betétek.
Az "Aiii Shot the DJ" videójában a Scooter tagjai egyszerű takarítókat alakítanak, akik egy üveg pezsgő kinyitása közben véletlenül fejbelövik a dugóval DJ Helge-et, a világhírű DJ-t (akit Helge Schneider német humorista alakít). Mikor megtalálják nála a milliókat érő szerződést, elhatározzák, hogy nem hozzák a világ tudtára a halálhírét, hanem a Hóbortos hétvége című filmhez hasonlóan ők mozgatják a halott DJ-t, és világsikerre törnek.

## Feldolgozások, sample-átvételek
- Habibi Halua: Dead Can Dance – Persephone
- Posse (I Need You on the Floor): The KLF – What Time Is Love?
- R.U. :-)? (Are You Happy?) : Aphex Twin – Analog Bubblebath 1
- Burn The House: A Split Second – Flesh
- Chinese Whispers: Harvey Summers – Fountain Of Dreams
- I Shot the DJ: Cabaret Voltaire – I Want You
- Remedy: Drax LTD II – Amphetamine

## Helyezések

### Nagylemez
| Ország        | Helyezés |
| ------------- | -------- |
| Németország   | 15       |
| Magyarország  | 3        |
| Csehország    | 7        |
| Finnország    | 8        |
| Norvégia      | 12       |
| Lengyelország | 15       |
| Svédország    | 17       |
| Ausztria      | 32       |
| Dánia         | 50       |
| Észtország    | 65       |
| Svájc         | 74       |

### Kislemezek
|                                 | Németország | Izrael | Ausztria | Egyesült Királyság | Dánia | Svédország | Skócia | Észtország | Finnország | Írország | Franciaország | Svájc | Belgium | Hollandia |
| ------------------------------- | ----------- | ------ | -------- | ------------------ | ----- | ---------- | ------ | ---------- | ---------- | -------- | ------------- | ----- | ------- | --------- |
| Posse (I Need You On The Floor) | 7           | 4      | 7        | 15                 | 15    | 16         | 16     | 17         | 20         | 23       | 30            | 43    | 44      | 65        |
| Aiii Shot The DJ                | 29          | -      | 22       | -                  | -     | 37         | -      | -          | 16         | -        | 74            | 98    | -       | -         |